# Yamaha SR400 et SR500
Les Yamaha SR400 (1978 - 2018) et SR500 (1978 - 1999) sont des motos monocylindres, refroidies par air, fabriquées au Japon par Yamaha Motor Company. Ces deux modèles sont des versions urbaines de la Yamaha XT 500, avec une position de conduite de roadster et un style ressemblant aux motos japonaises universelles des années 1970. 

## Conception et développement
Les deux modèles diffèrent par leurs moteurs : le moteur SR400 a une cylindrée plus faible, obtenue avec un vilebrequin différent et une course de piston plus courte,. Les deux modèles ne peuvent être démarrés qu'au kick, dépourvus de démarreur électrique.
La SR400 est commercialisée sur le marché intérieur japonais (JDM) depuis 1978 et a été commercialisée en Europe, sur le continent américain et en Océanie à partir de 2014. Sa cylindrée est conforme aux restrictions de licence du marché japonais des 400 cm3.
La SR500 a été commercialisée en Asie et en Océanie (1978 - 1999), en Amérique du Nord (1978 - 1981) et en Europe (1978 - 1983), mais jamais au Japon.
La SR a été développée à l'origine avec comme credo de conception « facile à utiliser ». Lorsque le directeur technique de Yamaha s’abîma la cheville en testant un prototype, un démarrage plus facile devint une priorité. Yamaha a alors développé un levier de décompression et un système de verre de visée.
La SR, conçue par Atsushi Ishiyama avec Yamaha, fut présentée sous la forme d'un prototype de pré-production aux concessionnaires américains à la fin de 1975. Ishiyama déclara à propos du style de la moto : « Notre choix a été de concevoir la nouvelle SR500 avec une forte image de moto familiale et un lien fort avec notre premier quatre temps, le XS 650 Twin, qui était également inspiré du design britannique. »

## SR400

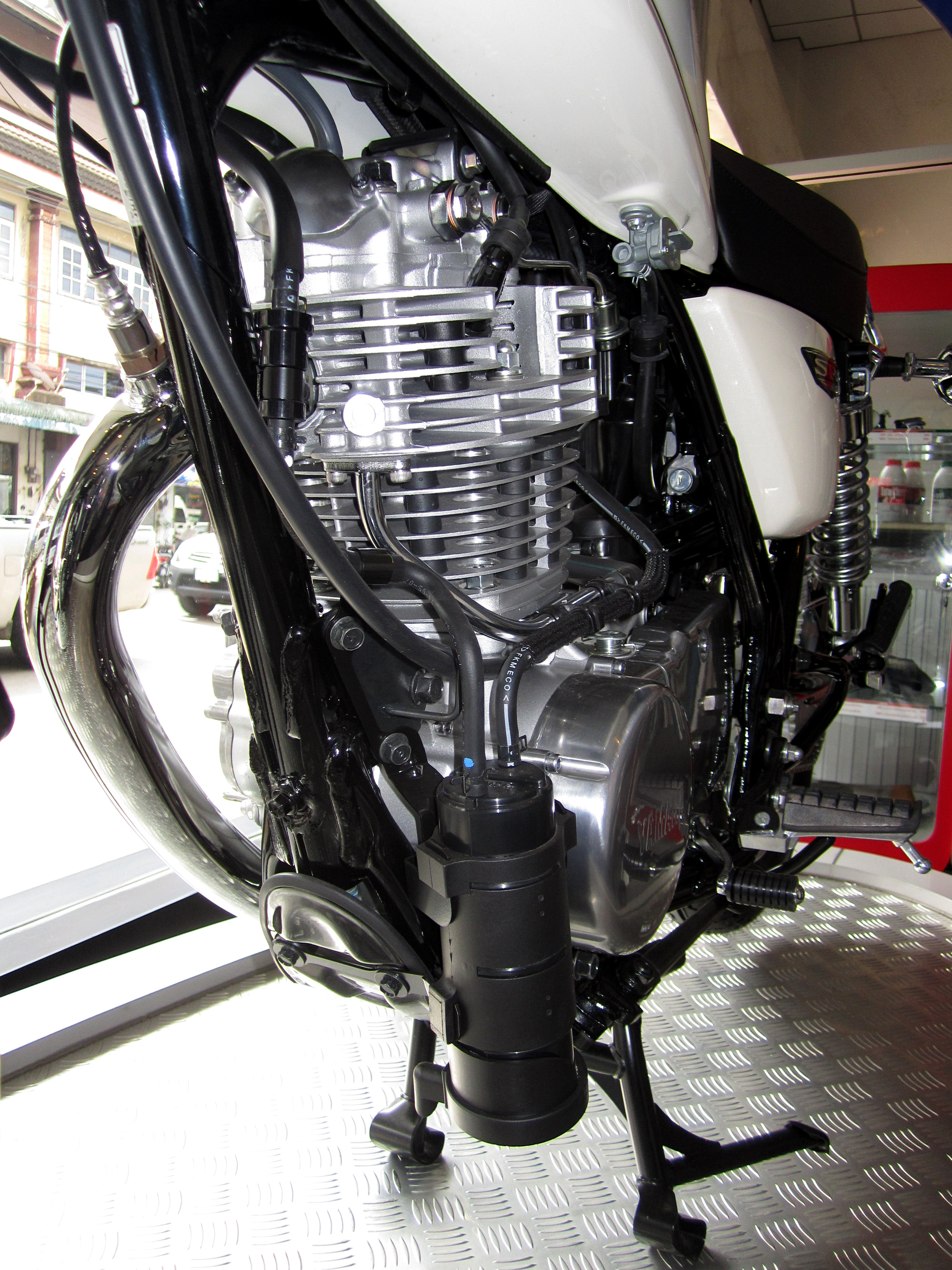
Yamaha SR400 (2014) équipée d'une cartouche EVAP pour réduire les émissions.

Yamaha commercialise la SR400 sur le marché japonais depuis 1978, avec une interruption de production en 2008 et 2009. À partir de l'année modèle 2010, la SR400 fut équipée d'une injection et d'un silencieux à catalyseur pour se conformer aux restrictions d'émissions plus strictes. Yamaha a commencé à commercialiser la moto en Europe, en Australie et aux États-Unis en 2014.
La SR400 est équipée d'un moteur monocylindre 4-temps SACT à deux soupapes refroidi par air à carter sec. Les tubes inférieurs du cadre de la moto servent de réservoir d'huile du moteur et de système de refroidissement. Cela permet de se passer d'un refroidisseur d'huile, de réduire les pertes de pompage du moteur et d'avoir une garde au sol accrue ainsi qu'une largeur hors tout réduite. Le cadre berceau semi-double de la moto utilise de l'acier haute résistance.
La SR400 avait un kick-starter et pas de démarrage électrique. Pour faciliter le démarrage, la moto avait une fenêtre sur le côté droit de la culasse indiquant la position optimale du cylindre pour le démarrage, ainsi qu'un levier de décompresseur sur le côté gauche du guidon.
Le système d'injection de carburant comprend un capteur de position de papillon sur le corps de papillon, un capteur d'O2 en haut du collecteur d'échappement, un capteur de température, une unité thermique sur la partie supérieure arrière de la culasse et un capteur d'angle d'inclinaison pour interrompre la pompe d'injection de carburant, en cas de chute de la moto. Le filtre à air est du type papier enduit d'huile jetable maintenu en place par le couvercle de la boîte à air. Le système électrique dispose d'un coupe-circuit automatique pour arrêter le moteur lorsqu'il tourne au ralenti après plus de vingt minutes. Le tuyau du système d'échappement est recouvert d'un nanofilm empêchant la décoloration. L'échappement comprend un convertisseur catalytique trois voies de type nid d'abeille pour répondre aux exigences d'émissions de l'UE et des États-Unis.
L'instrumentation comprend compteur de vitesse et compte-tours analogiques avec un contour en acier inoxydable, tous deux entraînés par câble, un indicateur de niveau de carburant, un avertisseur de panne moteur, un indicateur de clignotants, un indicateur de point mort ainsi qu'un indicateur de feux de route. Les commandes du guidon du côté gauche comprennent les feux de détresse, le klaxon, les feux de route et de croisement, le commutateur de clignotants. Les commandes du côté droit comprennent l'interrupteur des feux de détresse ainsi que le coupe-circuit moteur.
Avec des pneus avant et arrière de 18", la SR400 est équipée de roues à rayons sur des jantes en aluminium léger, un frein à disque avant et tambour à l'arrière ainsi qu'une béquille centrale, des gardes-boue, un support de phare et une barre de maintien chromés. Une batterie plomb-acide (VRLA) scellée est située sous la selle, sur le côté. Les modèles antérieurs avaient un allumage CDI ; les modèles post-2010 ont un allumage commandé par transistor (TCI).

## SR500

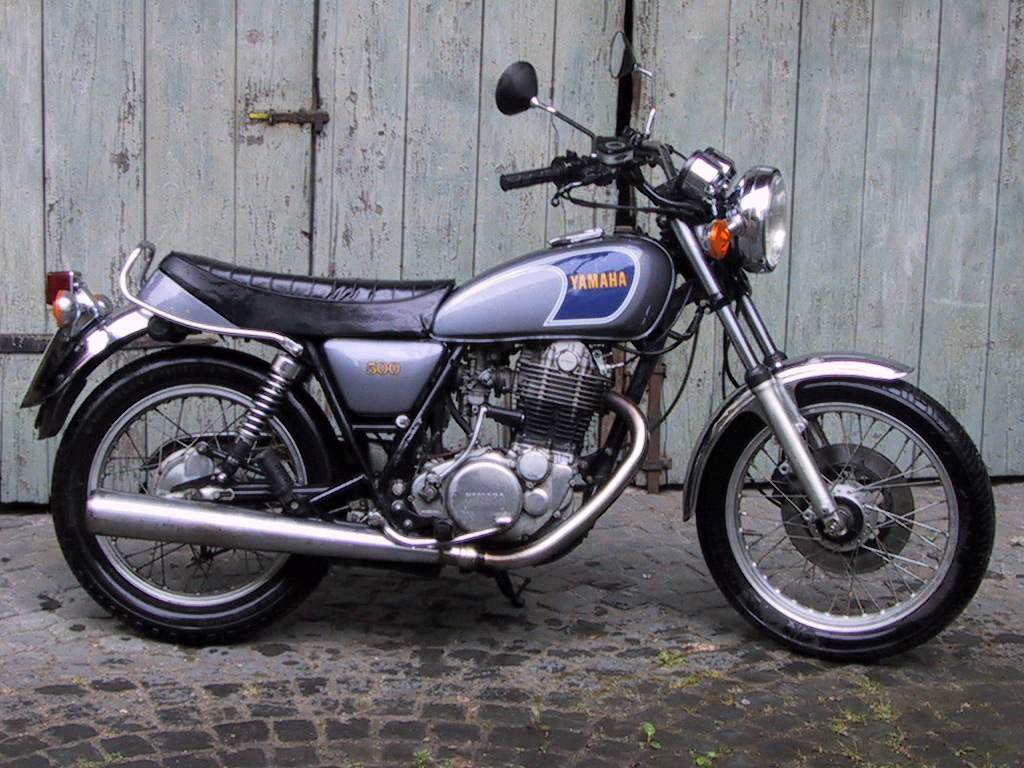
Yamaha SR500.

La version américaine de 1978/79 de la SR500 avait des freins à disque avant et arrière tandis que les modèles 1980/81 avaient un disque à l'avant et un frein à tambour à l'arrière.
Les modèles européens 1978/79 avaient des roues à rayons, un disque à l'avant et un frein à tambour à l'arrière.

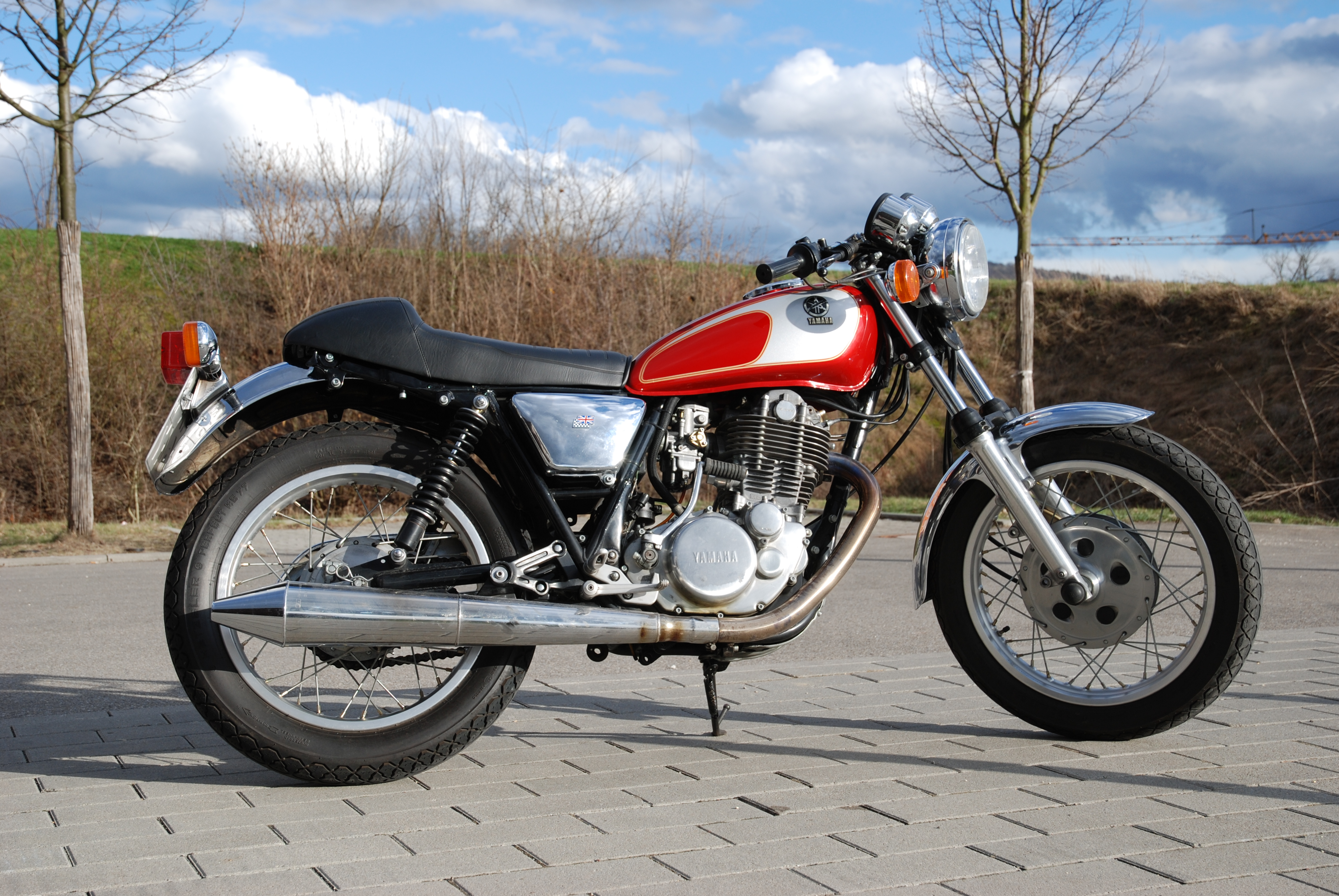
Yamaha SR500 de 1985 modifiée en café racer.

Les roues en aluminium coulé des modèles américains (frein à disque arrière) de 1978/79 n'étaient pas utilisables sans chambre à air tandis que les modèles 1980/81 (frein à tambour) étaient équipés de jantes tubeless. À la fin de 1981, la commercialisation de la SR500 a été arrêtée sur le marché américain, tout en continuant en Europe et au Japon. La production du modèle a définitivement cessé en 1999,.
La SR500 employait une version légèrement modifiée du gros monocylindre des XT 500/TT 500, avec un allumage électronique ainsi qu'un levier de libération de compression monté sur le guidon pour faciliter le démarrage par kick,.
La SR500 a remporté le prix Moto de l'année à deux reprises par Motorrad, le magazine allemand de la moto.